# Hesperaleyrodes
Hesperaleyrodes is een geslacht van halfvleugeligen (Hemiptera) uit de familie witte vliegen (Aleyrodidae), onderfamilie Aleyrodinae.
De wetenschappelijke naam van dit geslacht is voor het eerst geldig gepubliceerd door Sampson in 1943. De typesoort is Hesperaleyrodes michoacanensis.

## Soort
Hesperaleyrodes omvat de volgende soort:
- Hesperaleyrodes michoacanensis Sampson, 1943